# НХЛ у сезоні 1960—1961
НХЛ у сезоні 1960/1961 — 44-й регулярний чемпіонат НХЛ. Сезон стартував 5 жовтня 1960. Закінчився фінальним матчем Кубка Стенлі 16 квітня 1961 між Чикаго Блек Гокс та Детройт Ред-Вінгс перемогою «Блекгокс» 5:1 в матчі та 4:2 в серії. Це третя перемога в Кубку Стенлі Чикаго.

## Матч усіх зірок НХЛ
14-й матч усіх зірок НХЛ пройшов 1 жовтня 1960 року в Чикаго: Монреаль Канадієнс — Усі Зірки 1:2 (0:0, 1:2, 0:0).

## Підсумкова турнірна таблиця
| # | Команда            | І  | В  | П  | Н  | ШЗ  | ШП  | Очки |
| - | ------------------ | -- | -- | -- | -- | --- | --- | ---- |
| 1 | Монреаль Канадієнс | 70 | 41 | 19 | 10 | 254 | 188 | 92   |
| 2 | Торонто Мейпл-Ліфс | 70 | 39 | 19 | 12 | 234 | 176 | 90   |
| 3 | Чикаго Блек Гокс   | 70 | 29 | 24 | 17 | 198 | 180 | 75   |
| 4 | Детройт Ред-Вінгс  | 70 | 25 | 29 | 16 | 195 | 215 | 66   |
| 5 | Нью-Йорк Рейнджерс | 70 | 22 | 38 | 10 | 204 | 248 | 54   |
| 6 | Бостон Брюїнс      | 70 | 15 | 42 | 13 | 176 | 254 | 43   |

## Найкращі бомбардири
| Гравець        | Команда            | І  | Г  | П  | О  | ШХ  |
| -------------- | ------------------ | -- | -- | -- | -- | --- |
| Берні Жоффріон | Монреаль Канадієнс | 64 | 50 | 45 | 95 | 29  |
| Жан Беліво     | Монреаль Канадієнс | 69 | 32 | 58 | 90 | 57  |
| Френк Маховлич | Торонто Мейпл-Ліфс | 70 | 48 | 36 | 84 | 131 |
| Енді Бетгейт   | Нью-Йорк Рейнджерс | 70 | 29 | 48 | 77 | 22  |
| Горді Хоу      | Детройт Ред-Вінгс  | 64 | 23 | 49 | 72 | 30  |

## Плей-оф

### Півфінали
| - 21 березня. Чикаго - Монреаль 2:6 - 23 березня. Чикаго - Монреаль 4:3 - 26 березня. Монреаль - Чикаго 1:2 ОТ - 28 березня. Монреаль - Чикаго 5:2 - 1 квітня. Чикаго - Монреаль 3:0 - 4 квітня. Монреаль - Чикаго 0:3 Серія: Монреаль - Чикаго 2-4 | - 22 березня. Детройт - Торонто 2:3 ОТ - 25 березня. Детройт - Торонто 4:2 - 26 березня. Торонто - Детройт 0:2 - 28 березня. Торонто - Детройт 1:4 - 1 квітня. Детройт - Торонто 3:2 Серія: Детройт - Торонто 4-1 |

### Фінал
- 10 квітня. Детройт - Чикаго 2:3
- 12 квітня. Чикаго - Детройт 1:3
- 15 квітня. Детройт - Чикаго 1:3
- 17 квітня. Чикаго - Детройт 1:2
- 19 квітня. Детройт - Чикаго 3:6
- 22 квітня. Чикаго - Детройт 5:1

Серія: Чикаго - Детройт 4-2

## Призи та нагороди сезону
| Нагороди                 | Гравець        | Команда            |
| ------------------------ | -------------- | ------------------ |
| Пам'ятний трофей Колдера | Дейв Кеон      | Торонто Мейпл-Ліфс |
| Трофей Арта Росса        | Берні Жоффріон | Монреаль Канадієнс |
| Пам'ятний трофей Гарта   | Берні Жоффріон | Монреаль Канадієнс |
| Приз Джеймса Норріса     | Дуг Гарві      | Монреаль Канадієнс |
| Приз Леді Бінг           | Ред Келлі      | Торонто Мейпл-Ліфс |
| Трофей Везини            | Джонні Бавер   | Торонто Мейпл-Ліфс |

| Нагорода               | Клуб               |
| ---------------------- | ------------------ |
| Приз принца Уельського | Монреаль Канадієнс |
| Кубок Стенлі           | Чикаго Блек Гокс   |

## Команда всіх зірок
| Перша команда                      | Позиція              | Друга команда                    |
| ---------------------------------- | -------------------- | -------------------------------- |
| Джонні Бавер, Торонто Мейпл-Ліфс   | Воротар              | Глен Голл, Чикаго Блек Гокс      |
| Дуг Гарві, Монреаль Канадієнс      | Захисник             | Аллан Стенлі, Торонто Мейпл-Ліфс |
| Марсель Проново, Детройт Ред-Вінгс | Захисник             | П'єр Пільот, Чикаго Блек Гокс    |
| Жан Беліво, Монреаль Канадієнс     | Центральний нападник | Анрі Рішар, Монреаль Канадієнс   |
| Берні Жоффріон, Монреаль Канадієнс | Правий нападник      | Горді Хоу, Детройт Ред-Вінгс     |
| Френк Маховлич, Торонто Мейпл-Ліфс | Лівий нападник       | Дікі Мур, Монреаль Канадієнс     |

## Дебютували
- Тед Грін, Бостон Брюїнс
- Вейн Гіллмен, Чикаго Блек Гокс
- Чико Макі, Чикаго Блек Гокс
- Боббі Руссо, Монреаль Канадієнс
- Жиль Трамбле, Монреаль Канадієнс
- Род Жильбер, Нью-Йорк Рейнджерс
- Жан Ратель, Нью-Йорк Рейнджерс
- Чезаре Маніаго, Торонто Мейпл-Ліфс
- Дейв Кеон, Торонто Мейпл-Ліфс

## Завершили виступи
- Віллі О'Рі, Бостон Брюїнс
- Ферні Фламан, Бостон Брюїнс
- Тод Слоан, Чикаго Блекгокс
- Джордж Салліван, Нью-Йорк Рейнджерс
- Ларрі Ріган, Торонто Мейпл-Ліфс